# Gravitas Ventures
Gravitas Ventures est une entreprise de distribution de films détenue par la multinationale Anthem Sports & Entertainment. L'entreprise est fondée par Nolan Gallagher à Los Angeles en Californie, en 2006 et déplace son siège social à Cleveland dans l'Ohio, en 2019. Elle se concentre sur la distribution de longs métrages indépendants et de documentaires.

## Histoire
Gravitas Ventures, un distributeur de films indépendants, est fondée à Los Angeles, Californie, par Nolan Gallagher en 2006. La société sort et promeut des longs métrages et des documentaires indépendants, proposant des films aux cinémas et sous forme de « Vidéo à la demande » (VOD) à des services de projection tels que Amazon Prime, Hulu, Paramount+, Apple iTunes, Vudu, Google Play, Vimeo, Netflix, et Gravitas Movies,,. L'entreprise devient l'un des plus grands fournisseurs de VOD indépendant aux États-Unis. Les films de la société sont disponibles sous toutes les formes : cinéma traditionnel, VOD transactionnelle comme le câble traditionnel, la téléphonie, le satellite et les plateformes en ligne ; VOD par abonnement et sponsorisée par la publicité. Gravitas sort environ 200 films par an ; sa bibliothèque contient plus de 3 000 titres.
Le Los Angeles Business Journal reconnaît l'entreprise comme la troisième entreprise privée à la croissance la plus rapide en 2012, où elle était la quatrième entreprise à la croissance la plus rapide en 2011. En 2019, l'entreprise déplace son siège social à Cleveland, Ohio.
En 2021, le film The Mole Agent de Gravitas Ventures est nommé pour un Oscar du meilleur documentaire.

### Acquisition en 2017
En 2017, la division création de contenu de la société de radiodiffusion allemande ProSiebenSat.1, Red Arrow Entertainment, devient actionnaire majoritaire dans Gravitas, et signe pour obtenir la propriété de Gravitas Ventures à l'avenir. Gravitas reste indépendante, mais travaille en coopération avec Red Arrow International, le groupe de distribution de la société. La direction de Red Arrow déclare que la combinaison de la génération de contenu, de la distribution et de la capacité de financer et de posséder des projets est la motivation de l'achat. Ils prévoient de faire des "investissements significatifs" dans des projets de films et de télévision mondiaux. La direction et le personnel de Gravitas restent avec l'entreprise.

### Acquisition en 2021
Le 16 novembre 2021, Gravitas est acquise par la société canadienne de médias Anthem Sports & Entertainment pour 73 millions de dollars dans un accord en espèces et en actions,.

### Actuellement
En 2022, la nouvelle société sort le film d'horreur All Eyes avec Jasper Hammer et Ben Hall et réalisé et écrit par les frères Greenlee. Le film est produit par Homefront Pictures. 
En 2023, Gravitas Ventures sort le documentaire britannique Le Secret : Tous les rêves sont permis sur la vie de vrais hommes nommés James Bond, écrit et réalisé par Matthew Bauer.

## Service P-VOD
En 2020, l'entreprise entre dans le domaine de la vidéo à la demande premium (PVOD) avec The Secret: Dare to Dream, avec Katie Holmes et John Lucas, inspiré du best-seller populaire de 2006 de Rhonda Byrne. L'entreprise obtient initialement les droits nord-américains de The Secret, qui est prévu pour une sortie en salles le 17 avril 2020 sur mille écrans. Gravitas distribue principalement des films via des canaux numériques, bien que certains films soient sortis dans des salles de cinéma à l'échelle nationale. La pandémie de Covid-19 et les confinements subséquents ferment les cinémas ce printemps-là, retardant la sortie de The Secret jusqu'en juillet 2020, lorsqu'il apparaît en PVOD sur des services de streaming comme Amazon, iTunes, Comcast et Vudu.
D'autres sorties en PVOD suivent, notamment Our Friend, avec Casey Affleck, Dakota Johnson et Jason Segel, et Queen Bees, avec Ellen Burstyn, Ann-Margret, Loretta Devine et James Caan. L'entreprise sort The King's Daughter, avec Pierce Brosnan, Kaya Scodelario, Benjamin Walker, Fan Bingbing et William Hurt le 21 janvier 2022, exclusivement dans plus de 1 000 cinémas.